# Nestel (krijgsmacht)

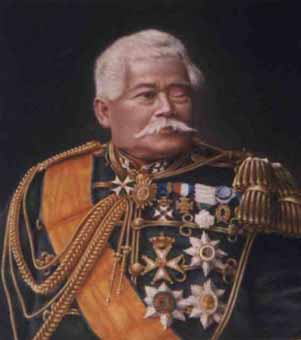
Generaal Karel van der Heijden was adjudant van de koning en draagt de daarbij behorende nestels op zijn rechterschouder

Een nestel, erekoord, vuurkoord of fourragère, is een gevlochten koord op de schouder van een uniform.
De nestels op het uniform zijn verbonden aan een functie of een collectieve onderscheiding van de militaire eenheid. Men draagt de nestels om de bovenarm en zij worden aan de knopen van de jas vastgemaakt.

## Geschiedenis van de nestel
De nestel of erekoord, in het Frans fourragère genoemd, is een van oorsprong Frans onderdeel van een uniform. In verschillende landen is het een waarderingsonderscheidingsteken, een aanduiding van een functie of een collectieve onderscheiding die aan een vaandel wordt gebonden en door alle militairen van een eenheid wordt gedragen.
De nestel werd volgens sommige bronnen ingesteld door Keizer Napoleon I maar is vermoedelijk veel ouder. Sinds de Middeleeuwen werd gebruikgemaakt van veters en koorden om onderdelen van de wapenrusting samen te knopen. Door de jaren heen verschilden de vorm, het materieel en de samenstelling, totdat de oorspronkelijke functie verloren ging.
De Hertog van Alva zou de soldaten van een eenheid die voor de vijand op de vlucht sloeg als waarschuwing een koord om de hals hebben laten dragen. Aan dat koord zouden zij worden gehangen wanneer zij nogmaals op de vlucht sloegen. Een volgende maal waren zij in het gevecht zo dapper dat zij het koord als onderscheiding bleven dragen.
In de vijftiende eeuw maakten Franse gendarmes gebruik van hun aiguilettes om het harnas vast te maken. De specifieke witte aiguilettes waren voorbehouden aan de officieren van het Franse Koninklijke Huis. In 1791 werd de Marechaussee gewijzigd in Gendarmerie maar bleven de tradities en de nestels behouden.
Aanhakend bij de Franse traditie nam ook de Nederlandse Koninklijke Marechaussee de nestel over. De kleuren werden wit voor de manschappen, zilverblauw voor de onderofficieren, en zilver voor de adjudanten en officieren. Dat de nestel gedeeltelijk een kenteken van de elite was, bleek wel uit het feit dat hij aanvankelijk alleen bedoeld was voor bereden marechaussees. Pas in 1862 werd bij Koninklijk Besluit de nestel ook voorgeschreven aan de marechaussees te voet.
In de Eerste Wereldoorlog kregen talloze in dagorders genoemde eenheden van het Franse leger een fourragère. Er zijn ook fourragères in de kleuren van de Médaille militaire, maar dat de militairen deze koorden dragen betekent niet dat deze hoge onderscheiding aan het vaandel van het regiment is bevestigd.
Het Franse leger kent formeel, want de koorden zijn nog nooit uitgereikt, ook dubbele rode koorden voor meer dan negen dagorders, enkele rode koorden en koorden in de kleur van het Oorlogskruis voor Overzee voor meer dan zes dagorders, gele met groen doorvlochten koorden voor vier of vijf dagorders en groene met roof doorvlochten koorden voor twee of drie dagorders. Eenheden die in twee oorlogen in een dagorder werden genoemd dragen een gekleurde olijf aan het uiteinde van het lint.
Sinds 1996 dragen de militairen van de zeventien regimenten die de exclusieve Orde van de Bevrijding aan hun vaandel dragen een bijzondere groen met zwarte fourragère.
Het derde regiment van het vreemdelingenlegioen werd zo vaak in dagorders vermeld en haar vaandel zo vaak gedecoreerd dat de mannen van deze eenheid een dubbele rood-groen-rood, een rood-olijfgroen, een geel-groen en een rood-blauw koord dragen om de zeventien dagorders in twee wereldoorlogen en vijf overzeese oorlogen aan te duiden. Ook andere regimenten van het legioen dragen fourragères om hun Legioen van Eer, hun Oorlogskruis, hun Oorlogskruis voor Overzee of hun Médaille militaire aan te duiden.
Ook de Amerikaanse strijdkrachten kennen verschillende fourragères.
- Een Amerikaans regiment, het Vijfde SSU, kreeg in de Eerste Wereldoorlog de Franse fourragère aux couleurs du ruban de la médaille militaire.
- In de Tweede Wereldoorlog kregen het U.S. 16th Infantry Regiment, U.S. 18th Infantry Regiment en het U.S. 26th Infantry Regiment, het U.S. 5th Field Artillery Battalion en het U.S. 7th Field Artillery Battalion, het 1st Engineer Battalion U.S., het U.S. 370th Infantry Regiment en het U.S. 1st Signal Company dit erekoord.
- Het U.S. 5th Marine Regiment en het U.S. 6th Marine Regiment van het Amerikaanse Korps Mariniers mochten het Oorlogskruis met palm aan hun vaandel hechten en dragen sindsdien een erekoord in de daarbij behorende kleuren.

Er zijn in Amerika ook erekoorden voor de Pershing Rifles, de Arnold Air Society en de Eregarde van de Luchtmacht.

## Nederlandse nestels en koorden
| Erekoord / Nestel | Toelichting |
| --- | --- |
| Gouden KL-erekoord verbonden aan de Bronzen Soldaat | Anders dan de naam suggereert is het koord ponceaurood met daarin een gouddraad verwerkt en eindigt in een gouden nestelpen. Het smalle koord hangt op de linkerschouder. |
| Zilveren KL-erekoord verbonden aan de Sculptuur Operationeel Optreden | Anders dan de naam suggereert is het koord ponceaurood met daarin een zilverdraad verwerkt en eindigt in een zilveren nestelpen. Het smalle koord hangt op de linkerschouder. |
| Het Ponceaurood KL-erekoord | Het koord is ponceaurood en eindigt in een gouden nestelpen. |
| Het Luchtmachtblauw KLu-erekoord | Het koord is Luchtmachtblauw met een gouddraad verweven en eindigt in een gouden nestelpen met kroon. |
| Het Marineblauw KM-erekoord | Het koord is marineblauw met een gouddraad verweven. Anders als het koord van de KL en de KLu eindigt dit erekoord niet in een gouden nestelpen. |
| De nestel van de adjudant en de adjudant in buitengewone dienst van Z.M. de Koning der Nederlanden                                                                                | Een breed gevlochten koord en drie smalle koorden, alle van goud, worden op de rechterschouder gedragen en eindigen in twee gouden nestelpennen. |
| De nestel van de ordonnansofficier en de ordonnansofficier in buitengewone dienst van Z.M. de Koning der Nederlanden                                                              | Een breed gevlochten koord en drie smalle koorden, alle van zilver, worden op de rechterschouder gedragen en eindigen in twee zilveren nestelpennen. |
| De nestel van de adjudanten van de Minister van Defensie en die van de Staatssecretarissen, de militaire attachés en adjunct-attachés                                             | Deze officieren dragen allen een breed karmijnrood met goud gevlochten koord en drie smalle koorden op de linkerschouder gedragen en eindigen in twee gouden nestelpennen. |
| De nestel van de adjudanten van de Chef Defensiestaf en van de Bevelhebber der Landstrijdkrachten alsook officieren die aan de geallieerde militaire autoriteiten zijn toegevoegd | Deze officieren dragen allen een breed karmijnrood met zilver gevlochten koord en drie smalle koorden op de linkerschouder. De koorden eindigen in twee gouden nestelpennen. |
| De nestel van de krijgsmacht-adjudanten | Deze onderofficieren dragen allen een breed nassaus blauw met goud doorvlochten koord en drie smalle koorden op de linkerschouder. De koorden eindigen in twee gouden nestelpennen. |
| De nestel van de Krijgsmachtdeel-adjudanten | Deze onderofficieren dragen allen een breed nassaublauw met goud doorvlochten koord en drie smalle koorden op de linkerschouder. De koorden eindigen in twee zilveren nestelpennen. |
| Nestels die aan onderdelen van de Nederlandse krijgsmacht zijn verbonden | |
| De nestel van het Korps Commandotroepen | Deze militairen dragen allen een zwart met groen doorvlochten dubbel koord op de linkerschouder. De koorden missen de nestelpennen. |
| Het invasiekoord van het Garderegiment Fusiliers Prinses Irene | Deze militairen dragen allen een enkel oranje met nassaus blauw doorvlochten koord op de linkerschouder. Dit koord mist de nestelpen en eindigt in de linkerborstzak of (bij vrouwelijke militairen) in het bovenste knoopsgat. |
| De nestels van de Koninklijke Marechaussee | Deze militairen dragen, in de rang van marechaussee der 1e klasse, 2e klasse, 3e klasse en 4e klasse, een dubbel wit gevlochten koord op de linkerschouder. De onderofficieren (wachtmeester, wachtmeester der 1e klasse en opperwachtmeester) dragen een dubbel blauw met zilverdraad doorvlochten koord op de linkerschouder. De hogere rangen (vanaf adjudant-onderofficier) dragen een dubbel zilver gevlochten koord op de linkerschouder. Alle nestels van dit krijgsmachtdeel hebben nestelpennen: de marechaussees en onderofficieren hebben twee kale nestelpennen, de rangen vanaf adjudant-onderofficier hebben twee 'zilveren' nestelpennen met meerdere ornamenten erop. |
| Oranje onderdeelkoord Korps Mariniers | Militairen, geplaatst bij de ‘1st Marine Combat Group’ dragen het oranje onderscheidingskoord van 3 Commando Brigade Royal Marines om de rechterschouder van de open uniformjas (mariniers), de korte jas of het blauwe hemd (vloot). |
| Groen-geel onderdeelkoord Korps Mariniers | Militairen, geplaatst bij de ‘Surface Assault and Training Group’ dragen het groen-gele onderscheidingskoord van 539 assault squadron Royal Marines om de rechterschouder van de open uniformjas (mariniers), de korte jas of het blauwe hemd (vloot). |
| Onderdeelkoord Verenigde Naties/Libanonkoord | Lichtblauw katoenen koord met een doorsnede van 5 mm en aan elk uiteinde voorzien van een lus zonder fluit of nestelpen. De lengte van het koord, de lussen inbegrepen, is 90 cm. Het koord wordt gedragen op de linkerschouder en eindigt in de linkerborstzak of, bij vrouwelijke militairen, onder de linkerrevers. Het koord wordt gedragen door personeel van ter beschikking van de Verenigde Naties te stellen eenheden, maar niet tijdens de uitzending zelf. Het onderdeelkoord VN is vastgesteld door de Chef van de Generale Staf op 14 januari 1976. Het is afgeschaft in 1995, omdat het deelnemen aan crisisbeheersingsoperaties (onder ander onder auspiciën van de VN) een van de hoofdtalen van de KL is geworden. De militairen van het 44e pantserinfanteriebataljon Johan Willem Friso dragen allen een enkel blauw koord op de linkerschouder. Dit koord mist de nestelpen en eindigt in de linkerborstzak of (bij vrouwelijke militairen) in het bovenste knoopsgat. Ook de nu allen gepensioneerde militairen die dienstdeden in Korea droegen een erekoord alsmede de militairen die bij UNPROFOR dienden in de periode 1992-1995. |
| Koord Luchtvaarttroepen | Het militaire bewakingspersoneel van de Koninklijke Luchtmacht draagt op het gevechtstenue een zwart koord en op het dagelijks tenue een wit koord. |